# Callambulyx amanda
Callambulyx amanda är en fjärilsart som beskrevs av Rothschild och Jordan 1903. Callambulyx amanda ingår i släktet Callambulyx och familjen svärmare. Inga underarter finns listade i Catalogue of Life.